# Serie del Caribe 1970
La Serie del Caribe 1970 de béisbol profesional se disputó entre el 5 y el 10 de febrero de 1970 en el Estadio Universitario de Caracas, Venezuela. Fue la XIII edición del torneo, luego de ser reanudado después de nueve años sin disputarse, la primera etapa se había desarrollado entre 1949 y 1960. 
A diferencia de la primera etapa de la Serie ya no participarían más las franquicias de Cuba y Panamá, el primero por la decisión gubernamental de prohibir la práctica de la pelota rentada o profesional y el otro por la crisis interna de su Liga, por lo cual no fue invitado. Así continuaban participando los fundadores Puerto Rico y Venezuela junto a un nuevo miembro, República Dominicana.
En 1970 sería la primera y única oportunidad en la que sólo tres equipos disputarían la serie. Los venezolanos representados por el club Navegantes del Magallanes se llevaron el título al obtener siete victorias contra una derrota, fue el primer título caribeño para un equipo venezolano.

## Resultados
Juego 1, 5 de febrero de 1970.
Puerto Rico 4-2 República Dominicana
Juego 2, 5 de febrero de 1970.
Puerto Rico 1-3 Venezuela
Juego 3, 6 de febrero de 1970.
República Dominicana 2-3 Puerto Rico
Juego 4, 6 de febrero de 1970.
República Dominicana 4-10 Venezuela
Juego 5, 7 de febrero de 1970.
Venezuela 4-0 República Dominicana
Juego 6, 7 de febrero de 1970.
Venezuela 4-5 Puerto Rico
Juego 7, 8 de febrero de 1970.
República Dominicana 2-1 Puerto Rico
Juego 8, 8 de febrero de 1970.
Venezuela 4-0 Puerto Rico
Juego 9, 9 de febrero de 1970.
Puerto Rico 2-0 República Dominicana
Juego 10, 9 de febrero de 1970.
Venezuela 4-3 República Dominicana 
Juego 11, 10 de febrero de 1970.
Puerto Rico 3-4 Venezuela
Juego 12, 10 de febrero de 1970.
República Dominicana 2-3 Venezuela

## Clasificación final
| Clasificación                   |                           |   |   |      |   |  |
|                                 | Equipo                    | G | P | AVE. | V |  |
| Bandera de Venezuela            | Navegantes del Magallanes | 7 | 1 | .875 | - |  |
| Bandera de Puerto Rico          | Leones de Ponce           | 4 | 4 | .500 | 3 |  |
| Bandera de República Dominicana | Tigres del Licey          | 1 | 7 | .125 | 6 |  |

| Bandera de Venezuela              |
| Campeón Navegantes del Magallanes |
| Primer título                     |

## Líderes de la Serie
La tierra de Bolívar presentó a 8 jugadores en el TODOS ESTRELLAS, Ray Fosse –receptor, Gonzalo Marquez- primera base, Gustavo Gil-segunda base, Jesús Aristimuño-campo corto, César Tovar-bosque central, Luis Meléndez-bosque derecho y los lanzadores Orlando Peña y Aurelio Monteagudo.
LIDERES DE LA SERIE 
1-Gonzalo Marquez-Venezuela-Campeón Bate-23-11-478
2-Gustavo Gil-Venezuela-Líder en carreras empujadas-7
3-Manuel Mota-República Dominicana-Líder anotadas-6
4-Jugador Más Valioso-Gonzalo Marquez-Venezuela.
LANZADORES
1-Orlando Peña-Venezuela-2-0
2-Aurelio Monteagudo-Venezuela-2-0
3-Wayne Simpson-Puerto Rico-2-0
| Predecesor: 1960 | Serie del Caribe Caracas 1970 | Sucesor: San Juan 1971 |

- Datos: Q4573957